# Tőzmiske község
Tőzmiske község (románul: Comuna Mișca) község Arad megyében, Romániában. Központja Tőzmiske, beosztott falvai Bélzerénd, Simonyifalva, Vadász.

## Népessége
A 2011-es népszámlálás adatai alapján a község népessége 3733 fő volt.